# ويليام أوكونور (مبارز بالسيف)
ويليام أوكونور (بالإنجليزية: William O'Connor)‏ هو مبارز بالسيف أمريكي، ولد في 23 مايو 1864 في بيتسبرغ في الولايات المتحدة، وتوفي في 16 يناير 1939 في مانهاتن في الولايات المتحدة.

## وصلات خارجية
- ويليام أوكونور على موقع أوليمبيديا (الإنجليزية)